# بازاریابی چکه‌ای
بازاریابی چکه‌ای به گونه‌ای از استراتژی ارتباطات می‌باشد که بوسیله فرستادن یا به اصطلاح «چکیدن» پیغام‌هایی از پیش نوشته شده را به مشتریان ارسال می‌کند. این پیام‌ها اغلب به‌صورت ایمیل‌های بازاریابی فرستاده می‌شوند. بازاریابی چکه‌ای به ۲ علت با سایر داده‌های بازاریابی تفاوت دارد :(۱)زمانبندی ارسال پیام‌ها از قبل تعیین شده‌است. (۲)متن پیام‌ها با توجه به شرایط و موقعیت مشتریان تغییر می‌کنند.